# Liste der Europameister im Dressurreiten

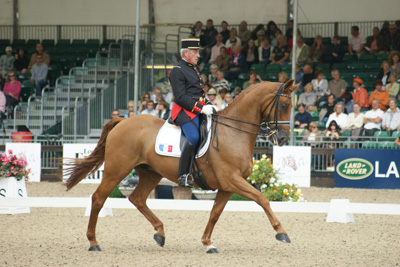
Der französische Reiter Hubert Perring mit Diabolo Saint Maurice, Europameisterschaften 2009

Die Europameisterschaften im Dressurreiten werden seit 1963 von der Fédération Équestre Internationale (FEI) ausgerichtet, sie finden alle zwei Jahre statt. Wie bei Reitwettbewerben allgemein üblich werden die Wettbewerbe nicht nach Geschlecht getrennt. Die Europameisterschaften in Dressur und Para-Dressur 2023 finden in Riesenbeck auf der Anlage von Veranstalter Ludger Beerbaum stattfinden. Diese Europameisterschaft dient als Qualifikationsveranstaltung für die Olympischen Spiele und Paralympics in Paris 2024.

## Prüfungen

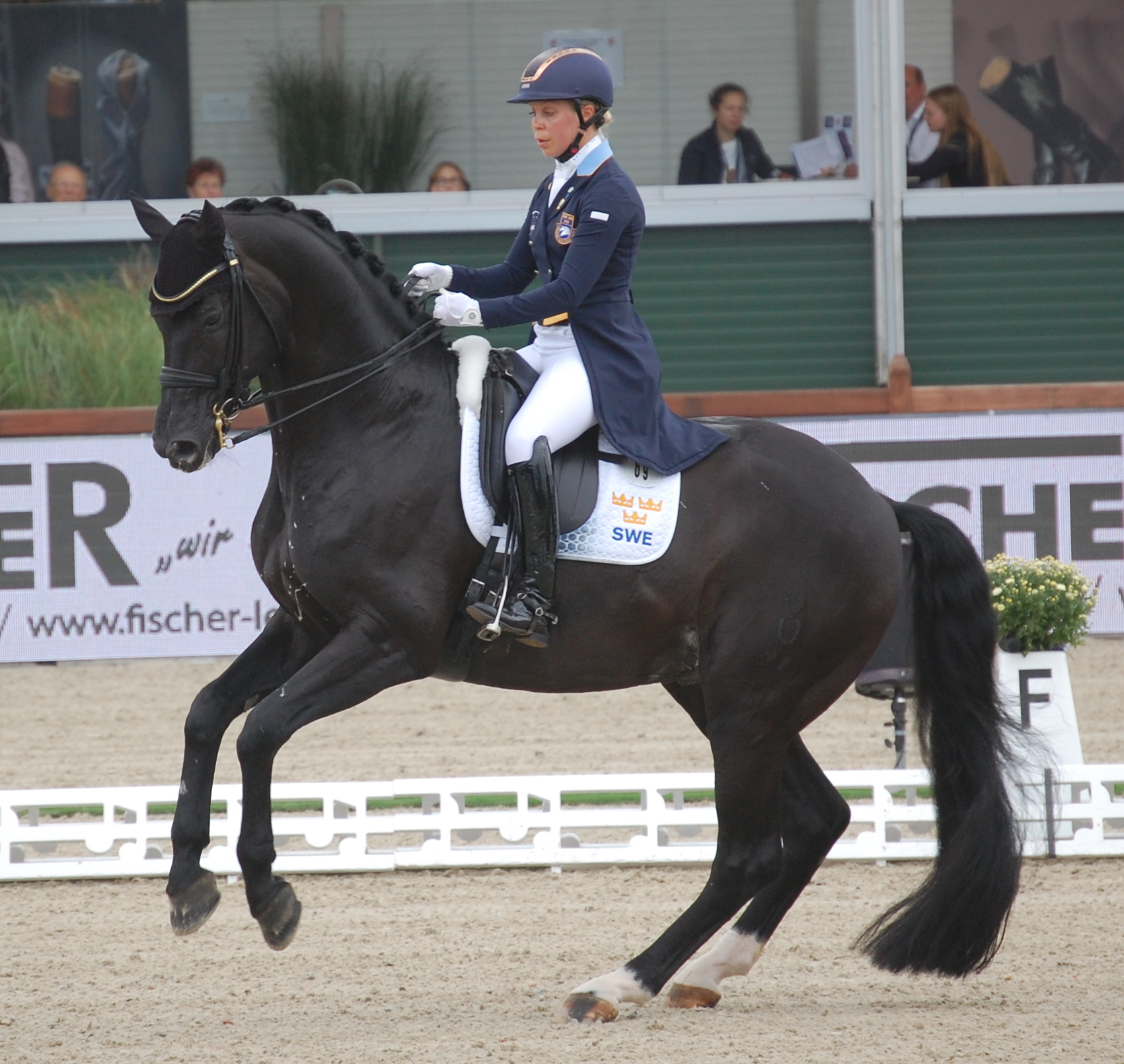
Therese Nilshagen mit Dante Weltino OLD in der Kür der Europameisterschaften 2021

Bis 1991 bestanden die Europameisterschaften aus den Prüfungen Grand Prix und Grand Prix Spécial. Seit 1991 ist darüber hinaus die Grand Prix Kür (international als Grand Prix Freestyle bezeichnet) enthalten, bei der zu Musik geritten wird. Der Mannschaftswettbewerb wird im Grand Prix entschieden, gleichzeitig dient dieser als Qualifikation für den Grand Prix Spécial. 1991 und 1993 waren der Grand Prix Spécial und die Grand Prix Kür zwei getrennte Einzelwettbewerbe, d. h. man konnte nur in einer der beiden Prüfungen starten. 1995 bis 2005 gab es nur einen Einzelwettbewerb, in die Wertung gingen alle drei Prüfungen ein, der Grand Prix Spécial diente als Qualifikation für die Grand Prix Kür. Seit 2007 gibt es wieder zwei Einzelwettbewerbe. Die Grand Prix Kür darf wiederum nur von den Besten des Grand Prix Spécial geritten werden, es ist nun also möglich, zwei Einzelmedaillen zu gewinnen. Für die Einzelwettbewerbe zählen nur die Ergebnisse aus der jeweiligen Prüfung (Spécial bzw. Kür).

## Besonderheiten
Offizielle Europameisterschaften wurden im Dressursport erst 1963 und damit später als in den zwei weiteren olympischen Reitsportdisziplinen eingeführt. Ab den 1950er Jahren wurde jedoch bereits einmal jährlich der „FEI Grand Prix“ an wechselnden Orten ausgetragen. Die Gewinner errangen mit dem Sieg einen Status, der dem eines Europameisters nahekam.
Im ersten Jahr der offiziellen Europameisterschaften durfte ein Reiter noch auf zwei Pferden starten, was auch die Möglichkeit einschloss, dass ein Teilnehmer zwei Medaillen gewann. Henri Chammartin konnte diese Möglichkeit mit seinen Pferden Wolfdietrich und Wörman nutzen und gewann die Gold- und Bronzemedaille.
Bei dieser ersten Austragung hätte die britische Equipe die Mannschaftswertung vor Rumänien gewonnen. Da jedoch die übrigen Nationen maximal zwei Reiter an den Start brachten (für eine Mannschaft sind drei Reiter erforderlich) und zumindest drei Mannschaften laut Reglement erforderlich waren, wurden keine Mannschaftsmedaillen vergeben. Beginnend mit der Europameisterschaft 1965 gewann die bundesdeutsche Mannschaft bei jeder Austragung die Mannschaftsgoldmedaille. Erst 2007 endete diese Ära, es gelang mit den Niederländern zum ersten Mal einer anderen Mannschaft, die Mannschaftswertung zu gewinnen.
Bis zum Jahr 1967 wurden die Europameisterschaften der Dressurreiter als offene Meisterschaften ausgetragen, es konnten also auch außereuropäische Reiter antreten und Medaillen und Titel gewinnen. 1995 konnten außereuropäische Teilnehmer antreten, aber weder Medaillen noch Titel gewinnen. Da die Europameisterschaften 2003 gleichzeitig ein Qualifikationsturnier für die Olympischen Spiele 2004 waren, entschloss sich die FEI, alle Medaillen doppelt zu vergeben – jeweils einmal für eine innereuropäische und einmal für eine offene Europäische Meisterschaft. Die offenen Medaillen gingen an Ulla Salzgeber auf Rusty (Gold), Lisa Wilcox auf Relevant (Silber) und Jan Brink auf Bjorsell’s Briar 899 (Bronze).
Neben den westlichen Staaten Europas war auch die Sowjetunion eine starke Dressurnation, die mehrfach Medaillen bei den Dressur-Europameisterschaften bis zur letztmaligen Teilnahme im Jahre 1991 gewann. An den Austragungen 1969 und 1971 nahm auch die Deutsche Demokratische Republik teil. Aufgrund der hohen Kosten im Vergleich zur Medaillenausbeute der Reiter der DDR wurde die Reitsportförderung nach den Olympischen Spielen 1972 in der DDR jedoch eingestellt.

## Einzelwertung

### Seit 2007
|      |            | Grand Prix Spécial                      | Grand Prix Spécial                     | Grand Prix Spécial                       | Grand Prix Kür                          | Grand Prix Kür                         | Grand Prix Kür                          |
| Jahr | Ort        | Gold                                    | Silber                                 | Bronze                                   | Gold                                    | Silber                                 | Bronze                                  |
| ---- | ---------- | --------------------------------------- | -------------------------------------- | ---------------------------------------- | --------------------------------------- | -------------------------------------- | --------------------------------------- |
| 2023 | Riesenbeck | Jessica von Bredow-Werndl TSF Dalera BB | Nanna Skodborg Merrald Zepter          | Charlotte Dujardin Imhotep               | Jessica von Bredow-Werndl TSF Dalera BB | Charlotte Fry Glamourdale              | Charlotte Dujardin Imhotep              |
| 2021 | Hagen      | Jessica von Bredow-Werndl TSF Dalera BB | Isabell Werth Bella Rose               | Cathrine Dufour Bohemian                 | Jessica von Bredow-Werndl TSF Dalera BB | Cathrine Dufour Bohemian               | Charlotte Dujardin Gio                  |
| 2019 | Rotterdam  | Isabell Werth Bella Rose                | Dorothee Schneider Showtime FRH        | Cathrine Dufour Cassidy                  | Isabell Werth Bella Rose                | Dorothee Schneider Showtime FRH        | Jessica von Bredow-Werndl TSF Dalera BB |
| 2017 | Göteborg   | Isabell Werth Weihegold OLD             | Sönke Rothenberger Cosmo               | Cathrine Dufour Cassidy                  | Isabell Werth Weihegold OLD             | Sönke Rothenberger Cosmo               | Cathrine Dufour Cassidy                 |
| 2015 | Aachen     | Charlotte Dujardin Valegro              | Kristina Bröring-Sprehe Desperados FRH | Hans Peter Minderhoud Glock´s Johnson TN | Charlotte Dujardin Valegro              | Kristina Bröring-Sprehe Desperados FRH | Beatriz Ferrer-Salat Delgado            |
| 2013 | Herning    | Charlotte Dujardin Valegro              | Helen Langehanenberg Damon Hill        | Adelinde Cornelissen Parzival            | Charlotte Dujardin Valegro              | Helen Langehanenberg Damon Hill        | Adelinde Cornelissen Parzival           |
| 2011 | Rotterdam  | Adelinde Cornelissen Parzival           | Carl Hester Uthopia                    | Laura Bechtolsheimer Mistral Hojris      | Adelinde Cornelissen Parzival           | Carl Hester Uthopia                    | Patrik Kittel Scandic                   |
| 2009 | Windsor    | Adelinde Cornelissen Parzival           | Edward Gal Moorlands Totilas           | Laura Bechtolsheimer Mistral Hojris      | Edward Gal Moorlands Totilas            | Adelinde Cornelissen Parzival          | Anky van Grunsven Salinero              |
| 2007 | La Mandria | Isabell Werth Satchmo                   | Anky van Grunsven Salinero             | Imke Schellekens-Bartels Sunrise         | Anky van Grunsven Salinero              | Isabell Werth Satchmo                  | Imke Schellekens-Bartels Sunrise        |

### 1995 bis 2005
| Jahr | Ort       | Gold                       | Silber                           | Bronze                          |
| ---- | --------- | -------------------------- | -------------------------------- | ------------------------------- |
| 2005 | Hagen     | Anky van Grunsven Salinero | Hubertus Schmidt Wansuela Suerte | Jan Brink Björsells Briar       |
| 2003 | Hickstead | Ulla Salzgeber Rusty       | Jan Brink Björsells Briar        | Beatriz Ferrer-Salat Beauvalais |
| 2001 | Verden    | Ulla Salzgeber Rusty       | Arjen Teeuwissen Goliath T       | Nadine Capellmann Farbenfroh    |
| 1999 | Arnheim   | Anky van Grunsven Bonfire  | Ulla Salzgeber Rusty             | Arjen Teeuwissen Goliath T      |
| 1997 | Verden    | Isabell Werth Gigolo FRH   | Anky van Grunsven Bonfire        | Karin Rehbein Donnerhall        |
| 1995 | Mondorf   | Isabell Werth Gigolo FRH   | Anky van Grunsven Bonfire        | Sven Rothenberger Olympic Bo    |

### 1991 und 1993
|      |                | Grand Prix Spécial       | Grand Prix Spécial                | Grand Prix Spécial           | Grand Prix Kür                         | Grand Prix Kür            | Grand Prix Kür      |
| Jahr | Ort            | Gold                     | Silber                            | Bronze                       | Gold                                   | Silber                    | Bronze              |
| ---- | -------------- | ------------------------ | --------------------------------- | ---------------------------- | -------------------------------------- | ------------------------- | ------------------- |
| 1993 | Lipica         | Isabell Werth Gigolo FRH | Monica Theodorescu Grunox Tecrent | Emile Faurie Virtu           | Nicole Uphoff Herrmann's Grand Gilbert | Sven Rothenberger Andiamo | Gyula Dallos Aktion |
| 1991 | Donaueschingen | Isabell Werth Gigolo FRH | Nicole Uphoff Rembrandt           | Margit Otto-Crépin Corlandus | Sven Rothenberger Andiamo              | Klaus Balkenhol Goldstern | Nina Menkova Dikson |

### 1963 bis 1989
| Jahr | Ort        | Gold                            | Silber                         | Bronze                             |
| ---- | ---------- | ------------------------------- | ------------------------------ | ---------------------------------- |
| 1989 | Mondorf    | Nicole Uphoff Rembrandt         | Margit Otto-Crépin Corlandus   | Ann-Kathrin Linsenhoff Courage     |
| 1987 | Goodwood   | Margit Otto-Crépin Corlandus    | Ann-Kathrin Linsenhoff Courage | Johann Hinnemann Ideaal            |
| 1985 | Kopenhagen | Reiner Klimke Ahlerich          | Otto Hofer Limandus            | Anne Grethe Jensen Marzog          |
| 1983 | Aachen     | Anne Grethe Jensen Marzog       | Reiner Klimke Ahlerich         | Uwe Sauer Montevideo               |
| 1981 | Laxenburg  | Uwe Schulten-Baumer jun. Madras | Christine Stückelberger Granat | Gabriela Grillo Galapagos          |
| 1979 | Aarhus     | Elisabeth Theurer Mon Chérie    | Christine Stückelberger Granat | Harry Boldt Woyceck                |
| 1977 | St. Gallen | Christine Stückelberger Granat  | Harry Boldt Woyceck            | Uwe Schulten-Baumer jun. Slibowitz |
| 1975 | Kiew       | Christine Stückelberger Granat  | Harry Boldt Woyceck            | Karin Schlüter Liostro             |
| 1973 | Aachen     | Reiner Klimke Mehmed            | Jelena Petuschkowa Pepel       | Iwan Kalita Tarif                  |
| 1971 | Wolfsburg  | Liselott Linsenhoff Piaff       | Josef Neckermann Van Eick      | Iwan Kisimow Ichor                 |
| 1969 | Wolfsburg  | Liselott Linsenhoff Piaff       | Iwan Kisimow Ichor             | Josef Neckermann Mariano           |
| 1967 | Aachen     | Reiner Klimke Dux               | Iwan Kisimow Ichor             | Harry Boldt Remus                  |
| 1965 | Kopenhagen | Henri Chammartin Wolfdietrich   | Harry Boldt Remus              | Reiner Klimke Arcadius             |
| 1963 | Kopenhagen | Henri Chammartin Wolfdietrich   | Harry Boldt Remus              | Henri Chammartin Wörman            |

## Mannschaftswertung
| Jahr | Ort Mannschaften  | Gold | Silber | Bronze | weitere Platzierungen |
| ---- | ----------------- | --- | --- | --- | --- |
| 2023 | Riesenbeck        | Großbritannien Gareth Hughes Classic Briolinca Carl Hester Fame Charlotte Dujardin Imhotep Charlotte Fry Glamourdale                              | Deutschland Matthias Alexander Rath Thiago Isabell Werth DSP Quantaz Frederic Wandres Bluetooth OLD Jessica von Bredow-Werndl TSF Dalera BB           | Dänemark Daniel Bachmann Andersen Vayron Andreas Helgstrand Jovian Carina Cassøe Krüth Danciera Nanna Skodborg Merrald Zepter             | 04. Schweden 05. Niederlande 06. Frankreich 07. Österreich 08. Belgien 09. Spanien 10. Portugal 11. Luxemburg 12. Norwegen 13. Schweiz 14. Finnland 15. Ungarn 16. Irland                       |
| 2021 | Hagen             | Deutschland Dorothee Schneider Faustus Helen Langehanenberg Annabelle Isabell Werth Weihegold OLD Jessica von Bredow-Werndl TSF Dalera BB         | Großbritannien Gareth Hughes Sintano van Hof Olympia Charlotte Fry Everdale Carl Hester En Vogue Charlotte Dujardin Gio                               | Dänemark Charlotte Heering Bufranco Nanna Skodborg Merrald Orthilia Daniel Bachmann Andersen Marshall-Bell Cathrine Dufour Bohemian       | 04. Schweden 05. Niederlande 06. Finnland 07. Spanien 08. Österreich 09. Frankreich 10. Portugal 11. Schweiz 12. Russland 13. Belgien 14. Ungarn 15. Italien                                    |
| 2019 | Rotterdam         | Deutschland Jessica von Bredow-Werndl TSF Dalera BB Dorothee Schneider Showtime FRH Sönke Rothenberger Cosmo Isabell Werth Bella Rose             | Niederlande Anne Meulendijks Avanti Hans Peter Minderhoud Dream Boy Emmelie Scholtens Desperado Edward Gal Zonik                                      | Schweden Antonia Ramel Brother de Jeu Therese Nilshagen Dante Weltino OLD Juliette Ramel Buriel Patrik Kittel Well Done de la Roche       | 04. Großbritannien 05. Dänemark 06. Spanien 07. Irland 08. Portugal 09. Russland 10. Frankreich 11. Schweiz 12. Österreich 13. Finnland 14. Belgien 15. Luxemburg                               |
| 2017 | Göteborg          | Deutschland Helen Langehanenberg Damsey FRH Dorothee Schneider Sammy Davis Jr. Sönke Rothenberger Cosmo Isabell Werth Weihegold FRH               | Dänemark Agnete Kirk Thinggaard Jojo AZ Anna Zibrandtsen Arlando Anna Kasprzak Donnerignon Cathrine Dufour Cassidy                                    | Schweden Rose Mathisen Zuidenwind Tinne Vilhelmson Silfvén Paridon Magi Therese Nilshagen Dante Weltino OLD Patrik Kittel Delaunay        | 04. Großbritannien 05. Niederlande 06. Portugal 07. Spanien 08. Schweiz 09. Österreich 10. Frankreich 11. Russland 12. Polen 13. Finnland 14. Ungarn 15. Ukraine 16. Belarus                    |
| 2015 | Aachen            | Niederlande Patrick van der Meer Uzzo Diederik van Silfhout Arlando Hans Peter Minderhoud Johnson Edward Gal Undercover                           | Großbritannien Michael George Eilberg Marakov Fiona Bigwood Orthilia Carl Hester Nip Tuck Charlotte Dujardin Valegro                                  | Deutschland Jessica von Bredow-Werndl Unee Isabell Werth Don Johnson FRH Matthias Alexander Rath Totilas Kristina Sprehe Desperados FRH   | 04. Spanien 05. Schweden 06. Frankreich 07. Russland 08. Dänemark 09. Österreich 10. Belgien 11. Portugal 12. Schweiz 13. Finnland 14. Luxemburg 15. Norwegen 16. Ukraine 17. Polen 18. Italien |
| 2013 | Herning           | Deutschland Fabienne Lütkemeier D´Agostino Isabell Werth Don Johnson FRH Kristina Sprehe Desperados FRH Helen Langehanenberg Damon Hill NRW       | Niederlande Danielle Heijkoop Siro Hans Peter Minderhoud Romanov Edward Gal Undercover Adelinde Cornelissen Parzival                                  | Großbritannien Gareth Hughes Nadonna Michael George Eilberg Half Moon Delphi Carl Hester Uthopia Charlotte Dujardin Valegro               | 04. Dänemark 05. Schweden 06. Österreich 07. Belgien 08. Frankreich 09. Schweiz 10. Finnland 11. Portugal 12. Italien 13. Norwegen 14. Luxemburg                                                |
| 2011 | Rotterdam         | Großbritannien Emile Faurie Elmegardens Marquis Charlotte Dujardin Valegro Carl Hester Uthopia Laura Bechtolsheimer Mistral Hojris                | Deutschland Helen Langehanenberg Damon Hill NRW Christoph Koschel Donnperignon Isabell Werth El Santo NRW Matthias Alexander Rath Totilas             | Niederlande Sander Marijnissen Moedwill Hans Peter Minderhoud Nadine Edward Gal Sisther de Jeu Adelinde Cornelissen Parzival              | 04. Schweden 05. Spanien 06. Dänemark 07. Finnland 08. Österreich 09. Polen 10. Belgien 11. Norwegen 12. Portugal 13. Italien 14. Schweiz 15. Frankreich 16. Russland                           |
| 2009 | Windsor 12        | Niederlande Imke Schellekens-Bartels Sunrise Adelinde Cornelissen Parzival Anky van Grunsven Salinero Edward Gal Moorlands Totilas                | Großbritannien Maria Eilberg Two Sox Carl Hester Liebling II Laura Bechtolsheimer Mistral Hojris Emma Hindle Lancet                                   | Deutschland Susanne Lebek Potomac Ellen Schulten-Baumer Donatha S Matthias Alexander Rath Sterntaler-Unicef Monica Theodorescu Whisper    | 04. Schweden 05. Dänemark 06. Österreich 07. Spanien 08. Belgien 09. Portugal 10. Italien 11. Polen 12. Frankreich                                                                              |
| 2007 | La Mandria 12     | Niederlande Hans Peter Minderhoud Exquis Nadine Laurens van Lieren Hexagon's Ollright Anky van Grunsven Salinero Imke Schellekens-Bartels Sunrise | Deutschland Monica Theodorescu Whisper Ellen Schulten-Baumer Donatha S Nadine Capellmann Elvis VA Isabell Werth Satchmo                               | Schweden Per Sandgaard Orient Louise Nathhorst Isidor Tinne Vilhelmson Silfvén Solos Carex Jan Brink Björsells Briar                      | 04. Schweiz 05. Großbritannien 06. Dänemark 07. Russland 08. Österreich 09. Frankreich 10. Spanien 11. Portugal 12. Belgien                                                                     |
| 2005 | Hagen 14          | Deutschland Klaus Husenbeth Piccolino Ann-Kathrin Linsenhoff Sterntaler-Unicef Hubertus Schmidt Wansuela Suerte Heike Kemmer Bonaparte            | Niederlande Laurens van Lieren Hexagon's Ollright Edward Gal Lingh Anky van Grunsven Salinero Sven Rothenberger Barclay II                            | Spanien Ignacio Rambla Distiguido 2 José Ignacio López Nevado Santa Clara Juan Antonio Jiménez Guizo Beatriz Ferrer-Salat Beauvalais      | 04. Schweden 05. Großbritannien 06. Dänemark 07. Frankreich 08. Schweiz 09. Russland 10. Österreich 11. Portugal 12. Polen 13. Belgien 14. Belarus                                              |
| 2003 | Hickstead 14      | Deutschland Ulla Salzgeber Rusty Heike Kemmer Bonaparte Klaus Husenbeth Piccolino Isabell Werth Satchmo                                           | Spanien Beatriz Ferrer-Salat Beauvalais Rafael Soto Andrade Invasor Ignacio Rambla Distinguido Juan Antonio Jiménez Guizo                             | Großbritannien Emma Hindle Wie Weltmeyer Nicola McGivern Active Walero Richard Davison Ballaseyr Royale Emile Faurie Rascher Hopes        | 04. Niederlande 05. Schweden 06. Dänemark 07. Österreich 08. Kanada 09. Schweiz 10. Russland 11. Australien 12. Finnland 13. Frankreich 14. Belarus                                             |
| 2001 | Verden 10         | Deutschland Nadine Capellmann Farbenfroh Heike Kemmer Albano 7 Ulla Salzgeber Rusty 47 Isabell Werth Anthony FRH                                  | Niederlande Ellen Bontje Gestion Silvano N Arjen Teeuwissen Gestion Goliath T Gonnelien Rothenberger Jonggor's Weyden Anky van Grunsven Gestion Idool | Dänemark Jon Pedersen Esprit De Valdemar Lone Jörgensen FBW Kennedy Lars Petersen Blue Hors Cavan Nathalie zu Sayn-Wittgenstein Fantast S | 04. Spanien 05. Schweden 06. Großbritannien 07. Österreich 08. Italien 09. Frankreich 10. Russland                                                                                              |
| 1999 | Arnheim 12        | Deutschland Nadine Capellmann Gracioso 008 Alexandra Simons-de Ridder Chacomo 003 Ulla Salzgeber Rusty Isabell Werth Antony FRH                   | Niederlande Anky van Grunsven Gestion Bonfire Ellen Bontje Gestion Silvano N Coby van Baalen Olympic Ferro Arjen Teeuwissen Yakumo's Goliath T        | Dänemark Lone Jörgensen FBW Kennedy Lars Petersen Blue Hors Cavan Jon Pedersen Esprit d’Valdemar Anne van Olst-Koch Any How               | 04. Spanien 05. Großbritannien 06. Schweiz 07. Schweden 08. Frankreich 09. Russland 10. Österreich 11. Irland 12. Belarus                                                                       |
| 1997 | Verden 9          | Deutschland Isabell Werth Gigolo FRH Karin Rehbein Donnerhall Ulla Salzgeber Rusty Nadine Capellmann Gracioso                                     | Niederlande Sven Rothenberger Jonggor's Weyden Gonnelien Rothenberger Olympic Bo Anky van Grunsven Gestion Bonfire Ellen Bontje Gestion Silvano N     | Schweden Jan Brink Kleber Martini Louise Nathhorst LRF Walk on Top Annette Solmell Flyinge Strauss Ulla Håkansson Flyinge Bobby           | 04. Spanien 05. Russland 06. Frankreich 07. Schweiz 08. Großbritannien 09. Finnland |
| 1995 | Mondorf 14        | Deutschland Nicole Uphoff-Becker Rembrandt Borbet Klaus Balkenhol Goldstern Isabell Werth Gigolo FRH Martin Schaudt Durgo                         | Niederlande Tineke Bartels-de Vries Olympic Barbria Ellen Bontje Gestion Silvano N Sven Rothenberger Olympic Bo Anky van Grunsven Cameleon Bonfire    | Frankreich Dominique Brieussel Akazie Dominique d’Esme Arnoldo Thor Margit Otto-Crépin Lucky Lord Marie-Helène Syre Marlon                | 04. Schweden 05. Schweiz 06. Spanien 07. Dänemark 08. Großbritannien 09. Österreich 10. Italien 11. Slowenien 12. Australien 13. Polen 14. Japan                                                |
| 1993 | Lipica 9          | Deutschland Isabell Werth Gigolo FRH Monica Theodorescu Grunox Tecrent Klaus Balkenhol Goldstern Nicole Uphoff Herrmann's Grand Gilbert           | Großbritannien Emile Faurie Virtu Laura Fry Quarryman Richard Davison Master JCB Ferdi Eilberg Arun Tor                                               | Niederlande Gonnelien Rothenberger Ideaal Suzanne van Cuyk Mr Jackson Leida Strijk Bollvorm's W Jewel Jeanette Haazen Windsor J H         | 04. Schweiz 05. Dänemark 06. Schweden 07. Italien 08. Österreich 09. Slowenien |
| 1991 | Donaueschingen 10 | Deutschland Isabell Werth Gigolo FRH Nicole Uphoff Rembrandt Borbet Klaus Balkenhol Goldstern Sven Rothenberger Andiamo                           | Sowjetunion Nina Menkova Dikson Jurij Kowschow Buket Inna Zhurakovskaya Podgon Olga Klimko Shipovnik                                                  | Niederlande Anky van Grunsven Olympic Bonfire Sjef Janssen Bo Tineke Bartels-de Vries Olympic Duphar's Corage Ellen Bontje Olympic Larius | 04. Schweden 05. Italien 06. Frankreich 07. Schweiz 08. Dänemark 09. Österreich 10. Großbritannien                                                                                              |
| 1989 | Mondorf 8         | BR Deutschland Nicole Uphoff Rembrandt 24 Ann-Kathrin Linsenhoff Courage Isabell Werth Weingart Monica Theodorescu Ganimedes                      | Sowjetunion Nina Menkova Dikson Jurij Kowschow Bukot Olga Klimko Shipovnik Olga Udodenko                                                              | Schweiz Otto Hofer Andiamo Daniel Ramseier Random Samuel Schatzmann Rochus Ulrich Lehmann Xanthos                                         | 04. Schweden 05. Niederlande 06. Dänemark 07. Großbritannien 08. Jugoslawien |
| 1987 | Goodwood 8        | BR Deutschland Ann-Kathrin Linsenhoff Courage Johann Hinnemann Ideaal Herbert Krug Floriano Gina Capellmann Ampere                                | Schweiz Daniel Ramseier Orlando CH Otto Hofer Limandus Ulrich Lehmann Xanthos Christine Stückelberger Gauguin de Lully CH                             | Niederlande Annemarie Sanders-Keijzer Aubert Tineke Bartels Bert Rutten                                                                   | 04. Frankreich 05. Schweden 06. Großbritannien 07. Finnland 08. Italien |
| 1985 | Kopenhagen 8      | BR Deutschland Reiner Klimke Ahlerich Tilmann Meyer zu Erpen Tristan Uwe Sauer Montevideo Uwe Schulten-Baumer jun. Madras                         | Dänemark Anne Grethe Jensen Marzog Ernst Jessen Why Not Torben Ulsø Olsen Patricia Frisman                                                            | Sowjetunion Olga Klimko Jelena Petuschkowa Jurij Kowschow Lanugin                                                                         | 04. Schweiz 05. Großbritannien 06. Niederlande 07. Jugoslawien 08. Frankreich |
| 1983 | Aachen 11         | BR Deutschland Uwe Schulten-Baumer jun. Madras Uwe Sauer Montevideo Herbert Krug Muscadeur Reiner Klimke Ahlerich                                 | Dänemark Anne Grethe Jensen Marzog Finn Saksø-Larsen Coc D’Or Torben Ulsø Olsen Patricia René Igelski Baloo                                           | Schweiz Otto Hofer Limandus Claire Koch Beau Geste II Christine Stückelberger Achat Amy-Catherine de Bary Aintree                         | 04. Sowjetunion 05. Niederlande 06. Jugoslawien 07. Schweden 08. Frankreich 09. Österreich 10. Italien 11. Rumänien                                                                             |
| 1981 | Laxenburg 8       | BR Deutschland Uwe Schulten-Baumer jun. Madras Gabriela Grillo Galapagos Reiner Klimke Ahlerich                                                   | Schweiz Christine Stückelberger Granat II Amy-Catherine de Bary Aintree Ulrich Lehmann Widin                                                          | Sowjetunion Jurij Kowschow Wira Missewytsch Nenachova                                                                                     | 04. Dänemark 05. Großbritannien 06. Österreich 07. Niederlande 08. Ungarn |
| 1979 | Aarhus 8          | BR Deutschland Gabriela Grillo Ultimo Harry Boldt Woyceck Uwe Schulten-Baumer jun. Slibowitz                                                      | Sowjetunion Wiktor Ugrjumow Irina Karatzheva Jelena Petuschkowa                                                                                       | Schweiz Christine Stückelberger Granat II Amy-Catherine de Bary Aintree Ulrich Lehmann Widin                                              | 04. Österreich 05. Frankreich 06. Dänemark 07. Niederlande 08. Großbritannien |
| 1977 | St. Gallen 7      | BR Deutschland Harry Boldt Woyceck Gabriela Grillo Ultimo Uwe Schulten-Baumer jun. Slibowitz                                                      | Schweiz Christine Stückelberger Granat II Ulrich Lehmann Widin Claire Koch Scorpio                                                                    | Sowjetunion Irina Karatzheva Kopeykin Wira Missewytsch                                                                                    | 04. Dänemark 05. Niederlande 06. Großbritannien 07. Österreich |
| 1975 | Kiew 5            | BR Deutschland Harry Boldt Woyceck Karin Schlüter Liostro Ilsebill Becher Mitsouko                                                                | Sowjetunion Iwan Kalita Kopeykin Jelena Petuschkowa Pepel                                                                                             | Schweiz Christine Stückelberger Granat II Ulrich Lehmann Widin Doris Ramseier Roch                                                        | 04. Dänemark 05. Bulgarien |
| 1973 | Aachen 5          | BR Deutschland Reiner Klimke Mehmed Karin Schlüter Liostro Liselott Linsenhoff Piaff                                                              | Sowjetunion Iwan Kalita Iwan Kisimow Jelena Petuschkowa Pepel                                                                                         | Schweiz Christine Stückelberger Merry Boy II Marita Aeschbacher Charlamp Hermann Dür Sod                                                  | 04. Großbritannien 05. Österreich |
| 1971 | Wolfsburg 5       | BR Deutschland Liselott Linsenhoff Piaff Reiner Klimke Dux Josef Neckermann Mariano                                                               | Sowjetunion Iwan Kalita Iwan Kisimow Jelena Petuschkowa Pepel                                                                                         | Schweden Maud von Rosén Lucky Boy Ulla Håkansson Ajax Lindgren                                                                            | 04. Deutsche Demokratische Republik 05. Österreich |
| 1969 | Wolfsburg 4       | BR Deutschland Liselott Linsenhoff Piaff Reiner Klimke Dux Josef Neckermann Mariano                                                               | Deutsche Demokratische Republik Horst Köhler Wolfgang Müller Gerhard Brockmüller                                                                      | Sowjetunion Iwan Kalita Iwan Kisimow Jelena Petuschkowa Pepel                                                                             | 04. Dänemark |
| 1967 | Aachen 8          | BR Deutschland Reiner Klimke Dux Harry Boldt Remus Josef Neckermann Mariano                                                                       | Sowjetunion Kopeykin Iwan Kisimow Jelena Petuschkowa Pepel                                                                                            | Schweiz Henri Chammartin Wolfdietrich Marianne Gossweiler Stephan Hansrüdi Thomi Mekka                                                    | 04. Schweden 05. Rumänien 06. Großbritannien 07. Niederlande 08. Vereinigte Staaten |
| 1965 | Kopenhagen 3      | BR Deutschland Reiner Klimke Arcadius Harry Boldt Remus Josef Neckermann Antoinette                                                               | Schweiz Henri Chammartin Wolfdietrich Gustav Fischer Wald Marianne Gossweiler Stephan                                                                 | Sowjetunion Iwan Kalita Iwan Kisimow Jelena Petuschkowa Pepel                                                                             | |